# Evropské hnutí 15-M

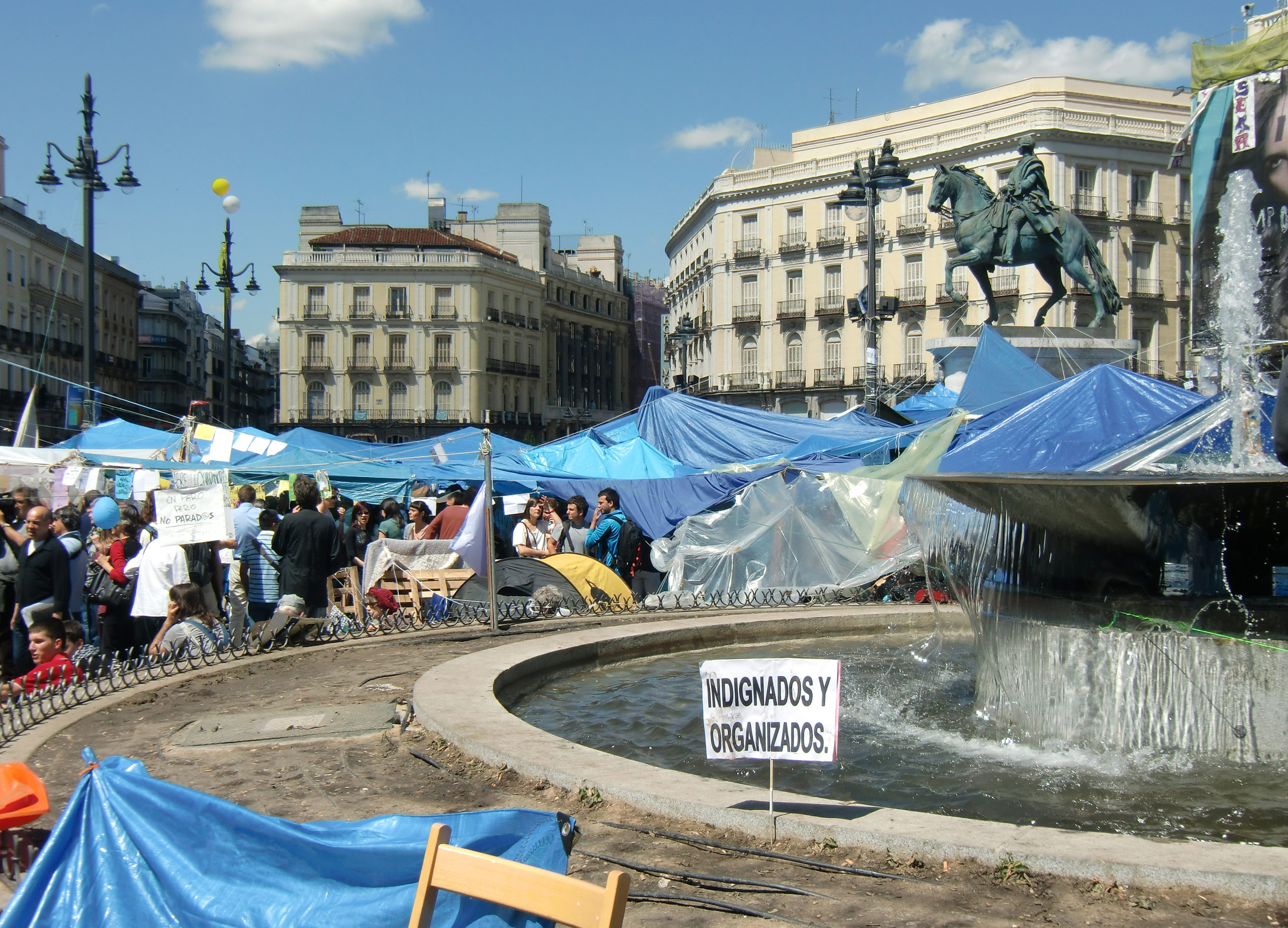
Transparent 'Indignados y organizados' v Madridu na Puerta del Sol. (Revuelta popular a favor de la democracia.)

Evropské hnutí 15-M, španělsky El Movimiento 15-M, nebo také El Movimiento de los indignados, je hnutí, jež vzniklo 15. května 2011 ve Španělsku jakožto reakce na současnou politickou situaci napříč celou Evropskou unií.[kde?] Podobné projevy lze nalézt například v Řecku a celé řadě Evropských zemí.[kde?]

## Motto
Mottem hnutí je Skutečná demokracie teď nebo také Pravá demokracie teď, což je vykládáno tak, že současná demokracie není pravou demokracií, protože vlády a nadvládní organizace často rozhodují v rozporu s názorem občanů, čímž jsou porušovány základní atributy demokracie, a tím pádem tu, podle hnutí 15-M, dnes žádná skutečná demokracie není.

## Politické postoje

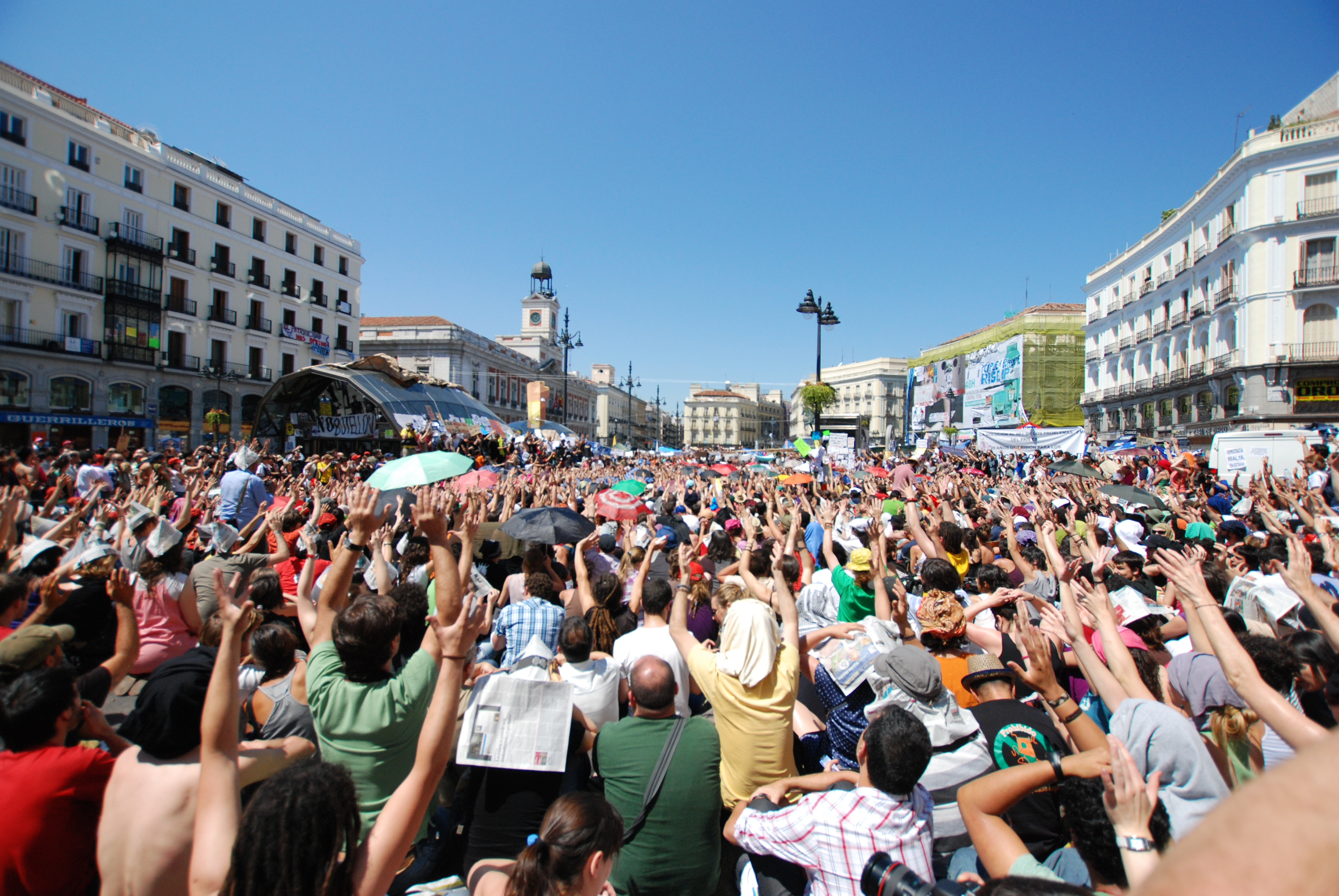
Indignados – Puerta del Sol (Madrid)

Hnutí 15-M se vykazuje odmítavým postojem k politické vládě, centralistické politice Evropské unii nebo také k úsporným škrtům, které mají v první řadě za cíl splácet dluhy vzniklé vůči bankám, nadnárodním korporacím a až v druhé řadě zachraňovat domácí ekonomiku.